# 台州市书生中学
台州市书生中学位于浙江省台州市椒江区，学校占地面积110亩，是一所省一级重点中学，是一所以股份合作制创办的完全中学。

## 概述
校名来源于该校校长魏书生之名。1996年，他根据自己的教育思想创办此校。1996年下半年，椒江区教育局策划发起，由32个企事业单位和个人共同入股，集资1000多万元，组建了一个以投资办学为主营项目的台州市书生教育实业有限公司。1999年，椒江城区中学生素质抽检测试中，该校取得综合素质第一和智育素质第一的成绩，达到浙江省重点中学水平。

## 校训校风宗旨
- 校训：乐真、乐善、乐学、乐恒
- 校风：守纪、奋进、求是、创新
- 宗旨：爱我书生、兴我书生、立志成材、报效祖国